# Eduardo Scarpetta (attore 1993)
Eduardo Scarpetta (Napoli, 14 aprile 1993) è un attore italiano.
Facente parte della famiglia Scarpetta-De Filippo, è attivo nel campo attoriale teatrale, televisivo e cinematografico. Nel 2022 ha vinto il David di Donatello per il miglior attore non protagonista per la sua interpretazione di Vincenzo Scarpetta in Qui rido io di Mario Martone, e il Nastro d'argento - Grandi Serie al miglior attore non protagonista per la sua interpretazione nella serie televisiva L'amica geniale.

## Biografia
Eduardo Scarpetta, secondogenito degli attori Maria Basile e Mario Scarpetta dopo la sorella Carolina, è nipote di Eduardo Scarpetta, anch'esso attore e capostipite della famiglia Scarpetta-De Filippo. Eduardo Scarpetta ha iniziato a recitare con il padre a teatro dall’età di nove anni nella commedia teatrale Feliciello e Feliciella, in occasione dei 150 anni dalla nascita del bisnonno. Trascorre l'infanzia e l'adolescenza tra Napoli e seguendo i genitori nelle rispettive tournée teatrali, sino alla morte del padre avvenuta nel 2004. Dopo aver concluso gli studi al liceo classico a Napoli, dal 2013 al 2015 frequenta e si diploma al Centro sperimentale di cinematografia di a Roma.
Successivamente al diploma affianca l'attività di animazione nei villaggi turistici a quella di attore teatrale, recitando negli spettacoli tra il 2015 e il 2017 in In memoria di una signora amica diretto da Francesco Saponaro al Teatro Mercadante di Napoli e al Teatro Franco Parenti di Milano, e Filumena Marturano diretto da Liliana Cavani. Nel 2018 debutta nel film Capri-Revolution di Mario Martone, presentato in concorso alla 75ª Mostra internazionale d'arte cinematografica di Venezia. Nello stesso anno entra nel cast della fiction L'amica geniale, interpretando Pasquale Peluso per cui vince il Nastro d'argento - Grandi Serie al miglior attore non protagonista nel 2022.
Nella stagione teatrale 2019-2020 torna a recitare presso il Teatro Sannazaro di Napoli in Il paese di cuccagna di Matilde Serao, regia di Paolo Coletta, After the end di Dennis Kelly, regia di Dennis Kelly, e Pochos, regia di Benedetto Sicca. Nel 2020 è nel cast del film La tristezza ha il sonno leggero di Marco Mario de Notaris.
Nel 2021 è il protagonista del film TV Carosello Carosone, prodotto in omaggio al centenario della nascita di Renato Carosone, da lui interpretato. Lo stesso anno appare anche sul grande schermo con il film Qui rido io, di Mario Martone, dedicato all'eclettica figura del trisavolo Eduardo Scarpetta e in cui interpreta il ruolo del figlio Vincenzo. Per la sua interpretazione vince il David di Donatello per il miglior attore non protagonista.
Nel 2022 è il protagonista nella serie tv Le fate ignoranti di Ferzan Özpetek. Nel 2023 recita con Toni Collette e Monica Bellucci nella commedia Mafia Mamma, affianca Matilda De Angelis nella serie televisiva Netflix La legge di Lidia Poët e interpreta Ignazio Florio ne I leoni di Sicilia. Nel 2025 recita nel ruolo protagonista nella serie Netflix Storia della mia famiglia, per cui riceve una candidatura ai Nastri d'argento - Grandi Serie, poi recita al fianco di Adriano Giannini ed Elodie nel film Gioco Pericoloso, diretto da Lucio Pellegrini.

## Vita privata
Scarpetta è legato sentimentalmente a Veronica Ricci.

## Filmografia

### Cinema
- Sono un eroe, regia di Giovanni Dota – cortometraggio (2015)
- Tutto quello che non ci siamo detti, regia di Giovanni Dota – cortometraggio (2015)
- Gionatan con la G, regia di Gianluca Santoni – cortometraggio (2016)
- Pericle il nero, regia di Stefano Mordini (2016)
- Capri-Revolution, regia di Mario Martone (2018)
- La tristezza ha il sonno leggero, regia di Marco Mario de Notaris (2021)
- Qui rido io, regia di Mario Martone (2021)
- La donna per me, regia di Marco Martani (2022)
- Mafia Mamma, regia di Catherine Hardwicke (2023)
- Vas, regia di Gianmaria Fiorillo (2024)
- Gioco pericoloso, regia di Lucio Pellegrini (2025)

### Televisione
- L'amica geniale – serie TV, 15 episodi (2018-2024)
- Carosello Carosone, regia di Lucio Pellegrini – film TV (2021)
- Le fate ignoranti, regia di Ferzan Özpetek – serie TV, 8 episodi (2022)
- La legge di Lidia Poët – serie TV (2023-in corso)
- I leoni di Sicilia, regia di Paolo Genovese – serie TV, episodi 7-8 (2023)
- Storia della mia famiglia, regia di Claudio Cupellini – serie TV (2025-in corso)

## Teatrografia
- Feliciello e Feliciella di Eduardo Scarpetta, regia di Mario Scarpetta. Teatro Stabile di Napoli(2002)
- Proprio come se nulla fosse avvenuto di Roberto Andò, regia di Roberto Andò. Festival Teatro Italia (2008)
- Vespertelli di Francesco Saponaro, regia di Francesco Saponaro. Teatro Stabile di Napoli (2009)
- Progetto Arrevuoto di Maurizio Braucci e Roberto Carlotto, tratto da VII Movimento – Il Rubacuori dell'Ovest di John Millington Synge, regia di Antonio Capone e Alessandro Valenti. Napoli Teatro Festival di Napoli (2011)
- In memoria di una signora amica di Giuseppe Patroni Griffi, regia di Francesco Saponaro. Teatro Mercadante di Napoli; Teatro Franco Parenti di Milano (2015)
- Filumena Marturano di Eduardo De Filippo, regia di Liliana Cavani. Tour in Italia (2016-2017)
- Pochi Poveri di Luca Saccoia, regia di Luca Saccoia. Teatro TAN di Napoli (2018)
- Il paese di cuccagna di Matilde Serao, regia di Paolo Coletta. Teatro San Ferdinando di Napoli (2019)
- After the end di Dennis Kelly, regia di Dennis Kelly. Teatro Sannazaro di Napoli (2019-2020)
- Pochos di Benedetto Sicca, regia di Benedetto Sicca. Teatro Sannazaro di Napoli (2019-2020)
- Semidei, testo e regia di Pier Lorenzo Pisano (2025)

## Filantropia
Scarpetta si è espresso a favore della comunità LGBT, contro il razzismo in Italia e sostenitore dell'emancipazione femminile.

## Riconoscimenti
- David di Donatello
  - 2022 – Miglior attore non protagonista per Qui rido io
- Nastro d'argento
  - 2021 – Candidatura al migliore attore in un film commedia per Carosello Carosone
- Nastri d'argento - Grandi Serie
  - 2022 – Migliore attore non protagonista per L'amica geniale[27]
  - 2025 - Candidatura al migliore attore protagonista per Storia della mia famiglia
- Mostra internazionale d'arte cinematografica di Venezia
  - 2019 – Premio Kineo al miglior attore Serie TV/Piattaforma per Le fate ignoranti[28]
- Giffoni Film Festival
  - 2022 - Premio Giffoni[29]